# Isosauris
Isosauris is een geslacht van vlinders van de familie spanners (Geometridae), uit de onderfamilie Larentiinae.

## Soorten
- I. cymatophora Felder, 1875
- I. martha Butler, 1882